# Pogromca zwierząt (powieść)
Pogromca zwierząt (ang. The Deerslayer, or The First Warpath) – powieść przygodowa amerykańskiego pisarza Jamesa Fenimore’a Coopera. Pierwsza z cyklu Pięcioksiąg przygód Sokolego Oka, wydana jako ostatnia, w 1841 (prequel). W Polsce ukazała się po raz pierwszy w 1924. Najczęściej wydawano ją pod skróconym tytułem, jednak można też natrafić na edycje zatytułowane Pogromca zwierząt, czyli pierwsza ścieżka wojenna (np. wydanie Iskier z 1964).
Ze względu na dużą objętość, powieść z przeznaczeniem dla młodzieży, często wydawano w wersji skróconej. Była wielokrotnie filmowana, m.in. w USA, Niemczech i ZSRR.

## Fabuła
Rok 1744, puszcza nad jeziorem Otsego. Tytułowy bohater, młody, biały myśliwy - Natty Bumppo wraz z przyjacielem Henrym Marchem ("Hurry Harry"), walczą pośród wielu przygód z Indianami z plemienia Huronów.
Powieść napisaną najpóźniej, cechuje barwnie naszkicowana przez autora postać głównego bohatera - Natty Bumppo zwanego Sokole Oko, białego chłopca wychowanego przez Indian Mohikanów.